# Milimetr słupa wody
Milimetr słupa wody (skrót: mm H2O) – jednostka miary ciśnienia równa ciśnieniu słupa wody o wysokości jednego milimetra w temperaturze 277,16 K (4 °C), przy normalnym przyspieszeniu ziemskim. Używana była w układach MkGS i MKpS.
1 mm H2O = 9,80665 Pa = 0,073556 mm Hg = 1 kG/m²